# Canthidium viride
Canthidium viride là một loài bọ cánh cứng trong họ Bọ hung (Scarabaeidae).